# Coma d'en Soler
La Coma d'en Soler o Comellar de ca sa Coanegrina és una depressió que es troba a la vall de Coanegra a Santa Maria del Camí, entre les possessions de Son Pou i Can Millo.

## Camí de sa Coma d'en Soler
La part més baixa de la coma està a uns 222 m. La coma i el camí que la transita neixen entre el Penyal de Son Pou i la Carena des Garrover des Xibiu o Serralet de Can Millo. El camí primer va pel centre de la coma i després tomba a l'esquerra, cap a Ca sa Coanegrina i torna al mig de la coma, superant es Salt d'en Panxeta i altres petits roquissars. El vessant superior de la coma té una cota màxima de 634 m., separant les aigües cap a S'Embocador o cap a Coanegra. Poc abans d'arribar al trenc d'aigües, pujant a la dreta, s'hi veu el Pa de Figa, de 478 m. El camí està catalogat (SMA 519).

## Ca sa Coanegrina
Tot i que el nom antic és Coma d'en Soler popularment aquesta valleta també és coneguda com a Comellar de Ca sa Coanegrina o de sa Coanegrina. En realitat es tracta d'un nom modern originat per una segregació de Can Millo que incloïa un tros d'aquesta coma i va ser propietat d'una dona de malnom Coanegrina. L'antic olivar de Ca sa Coanegrina, ara abandonat, es troba a uns 380 m.

## Sitges i barraques de carboner
A la part baixa de la coma hi ha una petita zona de marges antics (s. XIX) que ha estat ocupada en el segle XX per l'alzinar i el pinar. L'alzinar ocupa la major part de la part baixa i central de la coma, amb abundants sitges i barraques de carboner. Aquest conjunt etnològic es troba catalogat (SMA 280) A un costat d'aquest bosc s'hi troba l'entrada de l'Avenc de Ca sa Coanegrina.

## Coves i avencs

### Avenc de Ca sa Coanegrina
L'accés a l'avenc és a través d'un camí que parteix de darrere les cases de Can Millo. També s'hi pot anar per Son Pou. La cova es troba al costat esquerre de la Coma d'en Soler o Comellar de Ca sa Coanegrina, a la part superior de l'alzinar que cobreix aquesta àrea. L'entrada ha estat modificada per l'home engrandint el forat principal d'accés i col·locant-hi uns escalons de pedra i terra.

### Altres
Gabriel Santandreu inventaria Avenc de la Canal (Fitxa 15), Avenc des Caparruts (Fitza 16), Cova des Comellar (Fitxa 25), Els crulls de Dalt sa Coanegrina (Fitxa 29), Cova des Degotís (Fitxa 30), Balma de s'Escudelleta (Fitxa 32), Avenc petit de Son Pou (Fitxa 62) i Cova des Salt d'en Panxeta (Fitxa 76).